# Maizie Williams
Maizie Ursula Williams, född 25 mars 1951 i Montserrat i Västindien, är en montserratisk-brittisk sångerska, främst känd för att ha varit en av originalmedlemmarna i det västtyska popundret Boney M under åren 1975–1990.
Än idag turnerar Williams världen över med sin egen version av det från 1990 splittrade originalbandet.